# Corsario negro
Corsario Negro es el tercer álbum de la banda argentina de stoner rock Los Natas, editado en 2002 por Small Stone Records.

## Reseña
Grabado en el Abasto Studios, en su ciudad natal, Buenos Aires, y con la ayuda de un reconocido productor de indie rock, Billy Anderson (quien también ha colaborado con Helios Creed, Red House Painters, etc.), Corsario Negro continúa destilando su sonido stoner y doom post-Kyuss con sonidos psicodélicos, rock espacial y elementos provenientes del blues y del jazz. 
Dando una apertura al disco con “2002” (que parece básicamente una versión doom metal del “Main Theme” de 2001: A Space Odyssey), el álbum continúa con “Planeta Solitario”, el galopante “Patas de Elefante” y “El Cono del Encono”.
La segunda parte del disco es en su mayoría instrumental, incluyendo canciones como “Corsario Negro”, “Hey Jimmy” y “El Gauchito”.
El sello argentino South American Sludge editó el álbum en vinilo en 2016.

## Lista de canciones
1. "2002" - 2:41
2. "Planeta Solitario" – 4:43
3. "Patas de Elefante" – 5:36
4. "El Cono del Encono" – 5:43
5. "Lei Motive" – 3:49
6. "Hey Jimmy" – 2:36
7. "Contemplando la Niebla" – 3:48
8. "Bumburi" – 3:05
9. "Americano" – 4:34
10. "El Gauchito" – 0:59
11. "Corsario Negro" – 7:42

Todas las canciones escritas por Los Natas

## Personal
- Sergio Chotsourian – Guitarra & Voz; Arte
- Walter Broide – Batería & Voz
- Gonzalo Villagra – Bajo
- Billy Anderson – Productor & Ingeniero
- Claudio Romandini – Asistencia & Edición
- Pablo Cattania – Piano en “Lei Motive”